# Thallarcha infecta
Thallarcha infecta är en fjärilsart som beskrevs av Van Eecke 1920. Thallarcha infecta ingår i släktet Thallarcha och familjen björnspinnare. Inga underarter finns listade i Catalogue of Life.